# Лара Крофт: Розкрадачка гробниць. Колиска життя
«Лара Крофт: Розкрадачка гробниць. Колиска життя» (англ. Lara Croft Tomb Raider: The Cradle of Life) — екранізація серії відеоігор Tomb Raider, про археолога і шукачку пригод Лару Крофт, роль якої виконує Анджеліни Джолі. Фільм з’явився на екранах влітку 2003 року.
Цей фільм є сиквелом фільму «Лара Крофт: Розкрадачка гробниць», який вийшов у 2001 році.

## Сюжет
Весілля на грецькому острові Санторіні переривається сильним землетрусом. Завдяки цьому на поверхні виявляється храм Місяця, збудований Олександром Великим для зберігання найцінніших скарбів. Серед них є і загадковий артефакт, який знаходить мисливиця за скарбами Лара Крофт. На її експедицію нападають китайські мафіозі на чолі з Чен Ло, вбивають двох напарників і забирають артефакт. Лара насилу рятується і тікає з дивним медальйоном.
Незабаром вона отримує від MI-6 надзвичайно небезпечне і важливе завдання: знайти Скриньку Пандори — об'єкт, згадуваний в прадавніх міфах і за чутками містить всередині чуму. Нобелівський лауреат Джонатан Райз, який перетворився у біотерориста, розшукує Скриньку Пандори і має намір пустити її в хід. Ключ до розташування скриньки знаходиться у загадковій Колисці Життя — магічній світляній сфері, яку вкрав Чен Ло.
Лара погоджується їм допомогти, але за умови, що вони звільнять її колишнього бойфренда Террі Шерідана, знайомого з китайським злочинним синдикатом. Террі і Лара потрапляють у їх лігво, в якому Ло займається контрабандою Теракотових солдатів. Лара перемагає його в бійці і дізнається місцезнаходження сфери.
Пізніше Лара і Террі зустрічаються з африканським другом Коса і запитують місцеве плем'я про Колиску Життя. Вождь племені каже, що Колиска Життя знаходиться в кратері, який охороняється Тіньовими Опікунами. Вирушивши в експедицію, люди Райза вбивають одноплемінників, тоді як Лара капітулює.
Використовуючи її компаньйонів як заручників, Райз змушує Лару провести його до Колиски Життя. У кратері вони зіштовхуються з Тіньовими Опікунами — людиноподібними істотами, які з'являються з вологих плям на мертвих деревах. Вони вбивають людей Райза, і Лара знаходить ключ до скарбниці. Опікуни розкладаються і відкривають вхід до Колиски Життя.
Лара та Райз втягуються у Колиску, лабіринт якої зроблений з дивної кристалічної речовини. Всередині вони знаходять резервуар з висококорозійною кислотою — сульфонатом кислого тудрону, в якому плаває ящик. Закони фізики не діють, оскільки Лара та Райз ходять по стелі печери. Підоспілий Террі звільняє заручників і наздоганяє Лару.
Лара бореться з Райзом і скидає його в резервуар після того, як Террі відволікає його. Кислота вбиває і розчиняє Райза, в той час як Террі хоче взяти Скриньку Пандори собі. Відмовившись відступити, Лара вбиває Террі, замінює скриньку і залишає печеру.

## У ролях
| Актор           | Роль          |
| --------------- | ------------- |
| Анджеліна Джолі | Лара Крофт    |
| Джерард Батлер  | Террі Шерідан |
| Кіаран Гайндс   | Джонатан Райз |
| Кріс Баррі      | Гілларі       |
| Ноа Тейлор      | Брайс         |
| Джимон Гонсу    | Коса          |
| Тіль Швайґер    | Шон           |
| Саймон Ям       | Чен Ло        |

## Цікаві факти
- У деяких епізодах Анджеліну Джолі дублював чоловік.
- У сцені, де Лара Крофт та її партнер зістрибують з будівлі з «летючими костюмами», трюк виконували двоє чоловіків, які й розробляли це оснащення. При цьому не використовувалась графіка, троси, сіті та інші пристрої.
- У фільмі Анджеліні Джолі довелося носити підтримуючий бюстгальтер з підкладками, щоб її форми відповідали розмірам героїні комп'ютерних ігор. У другій частині творці вирішили не використовувати цей трюк, зробивши персонаж ще більш реалістичним.
- Фільм заборонили до показу в Китаї через те, що його сюжетна лінія принижує репутацію країни, показує хаотичну державу без надійного уряду, де всі рішення приймають таємні організації.
- Анджеліна Джолі — єдина актриса американського походження, задіяна в картині.
- Коли Лара зустрічає Террі Шерідана, на стіні його камери латиною надряпано «Dobro pozhalovat» (укр. Ласкаво просимо).
- Після прем'єри фільму Анджеліна Джолі заявила, що у неї немає ніякого бажання зніматися у третій частині. Розмови про можливе продовження ще довго літали у повітрі, але у 2004 році було прийнято остаточне рішення про закриття проекту.
- У німецькій версії фільму Тіль Швайґер дублював самого себе.
- Лара Крофт носить наручний годинник «Тіссо» T-Touch.

## Помилки у фільмі
- Лара ріже свою руку, щоб відволікти акулу. Пізніше її підбирає субмарина, але у дівчини навіть не пошкоджений костюм.
- Коли Лара і Террі ковзають по канату, волосся героїні розпущене. Після зміни кадру укладене у кінський хвіст. Ще через дубль воно знову розвівається по вітру.
- Лара катається на коні: погода змінюється із сонячної на похмуру, а потім знову на ясну.
- Дівчина відправляється до в'язниці, де тримають Террі. Слово «Казахстан» на будівлі написано неправильно.
- Райз під час бійки стріляє і влучає Ларі у руку. Вона тільки слабо зітхає, ніби це дрібниці. У наступній сцені він смикає її за волосся, і вона вголос кричить. Хоча є сумніви, що кульове поранення приносить менше больових відчуттів, ніж ривок за косу.
- Коли Райз тримає Крофт над Скринькою Пандори біля басейну з кислотою, кілька сантиметрів її волосся смалять. У наступній сцені її зачіска виглядає як зазвичай.

## Закадрове озвучення
- Старе багатоголосе закадрове озвучення студії «Так Треба Продакшн» на замовлення телекомпанії «Інтер» (2006). Ролі озвучували: Анатолій Зіновенко, Олег Стальчук, Володимир Терещук та Наталя Поліщук.
- Двоголосе закадрове озвучення телекомпанії «Новий канал» (2008). Ролі озвучували: Володимир Терещук та Олена Узлюк.
- Нове багатоголосе закадрове озвучення студії «Так Треба Продакшн» на замовлення телекомпанії «ICTV» (2010). Ролі озвучували: Юрій Гребельник, Олег Стальчук, Володимир Терещук та Наталя Поліщук. З цим озвученням транслювались на каналах «1+1», «2+2», «ТЕТ» та «ICTV».